# فورتوناتو میزیانو
فورتوناتو میزیانو (ایتالیایی: Fortunato Misiano؛ ۱۱ اکتبر ۱۸۹۹ – ۱۱ فوریه ۱۹۷۶) تهیه‌کننده فیلم اهل ایتالیا بود.
از فیلم‌هایی که وی در آن نقش داشته‌است، می‌توان به شب‌های پرحرارت پوپیا، شب‌های پرحرارت پوپیا، تارزانا، دختر وحشی، آزادی کجاست؟، پسر عقاب سیاه و ساموآ، ملکه جنگل اشاره کرد.